# 김태준 (축구 선수)
김태준(한국 한자: 金泰俊, 1989년 4월 25일 ~ )은 대한민국의 축구 선수이며, 포지션은 미드필더이다.
주요경력은 히로시마 전국대학축구대회 준우승, 도쿄리그 우승을 하였다.